# Emissão de metano
As emissões de metano globais são grande parte das emissões globais de gases de efeito estufa. O metano na atmosfera tem um potencial de aquecimento global de 34 anos. Em uma escala de tempo de 20 anos, o metano é cerca de 80 vezes mais poderoso que o dióxido de carbono no aquecimento da Terra; em uma escala de tempo de 100 anos, é cerca de 28 vezes mais poderosa.

## Metano abiótico
O estudo sobre a fonte de metano no fundo do oceano mostrou evidências sobre a formação e abundância de metano abiótico na Terra e sugere como os gases podem ter um começo comparável em outros planetas e luas, mesmo aqueles que não mais se estendem à água. Nas rochas oceânicas do mundo, quase todas contêm bolsões de metano. Esses depósitos oceânicos formam um reservatório que excede a quantidade de metano na atmosfera da Terra antes da industrialização.